# Saint-Laurent, Lot-et-Garonne
Saint-Laurent är en kommun i departementet Lot-et-Garonne i regionen Nouvelle-Aquitaine i sydvästra Frankrike. Kommunen ligger i kantonen Lavardac som tillhör arrondissementet Nérac. År 2022 hade Saint-Laurent 459 invånare.

## Befolkningsutveckling
Antalet invånare i kommunen Saint-Laurent
| Referens: INSEE |